# 내겐 너무 이쁜 당신
《내겐 너무 이쁜 당신》(Trop Belle Pour Toi, Too Beautiful For You)은 프랑스에서 제작된 베르뜨랑 블리에 감독의 1989년 멜로/로맨스, 코미디, 드라마 영화이다. 조시앙 발라스코 등이 주연으로 출연하였다.

## 출연

### 주연
- 조시앙 발라스코
- 홀랜드 블랑쉬

### 조연
- 캐롤 부케
- 미리암 보이어
- 디디에 베누로
- 프랑수아 클루제
- 제라르 드빠르디유
- 필립 로프레도

## 기타
- 미술: 데오발드 모리스
- 의상: 미셀 세프